# フランシス・ペティジョン
フランシス・ペティジョン（Francis John Pettijohn、1904年6月20日 - 1999年4月23日）は、アメリカ合衆国の地質学者。特に堆積学の分野に貢献した。  
ウィスコンシン州ウォーターフォードに生まれ、ミネソタ大学で学んだ。1929年にシカゴ大学の助手となり、後に地質学の教授となった。1952年にジョンズ・ホプキンス大学の教授となった。著書に『堆積岩』（Sedimentary Rocks: 1949年）などがある。

## 受賞歴
- 1974年: ウォラストン・メダル（ロンドン地質学会）
- 1975年: ペンローズ・メダル (Penrose Medal) （アメリカ地質学会）

## Francis J. Pettijohn Medal
堆積地質学会 (SEPM) はフランシス・ペティジョンを記念して Francis J. Pettijohn Medal を創設した。